# 崔琰
崔 琰（さい えん、延熹6年（163年） - 建安21年（216年）8月）は、中国後漢末期の武将・政治家。字は季珪。冀州清河郡東武城県（現在の河北省衡水市故城県）の人。『三国志』に伝がある。
父は崔密、兄に崔覇 、従弟は崔林。兄の孫は崔諒（安定太守）。曾孫は崔毖。兄の娘は曹植の妃。

## 生涯
公明正大で誠実な人柄であった。
若い頃は剣術を好み、23歳のときに兵士として出仕したが、その後、発奮して学問に励み『論語』と『韓詩』を読んだ。29歳の時に公孫方らとともに鄭玄に師事した。1年ほどして、黄巾賊が北海郡を襲撃して来たため、鄭玄は弟子とともに不其山に避難したが、食料不足により弟子達に退学を言い渡さざるを得なくなった。崔琰は盗賊がいたため帰国できず、青州・徐州・兗州・豫州の各地を4年かけて回り、遠く寿春まで足を伸ばしたりもした。郷里に帰ってからは読書と音楽を楽しんだ。
その後、袁紹の招聘を受けその家臣となった。袁紹の兵士が乱暴を尽くし、墳墓を発掘していることを聞いたためこれを諌めた。また、騎都尉に任命された。袁紹が曹操と対決するため軍を南下させると（官渡の戦い）、崔琰は「帝が許の曹操の元にいるのですから、まずは国境を守るべきです」と勧めた。しかし袁紹は聞き入れず、官渡で戦い敗れた。袁紹の死後、袁紹の二人の子はいがみ合い、争って崔琰を味方に引き入れようとした。しかし崔琰は病気と称し、双方の招聘を固辞した。これに怒った袁尚が崔琰を投獄したが、陰夔・陳琳の嘆願で許された。
曹操は袁氏を破ると崔琰を召し寄せ、冀州の別駕従事にした。この時、曹操が冀州の戸籍を調べ「30万の軍兵を手に入れられそうだ。従って、冀州は大州と言えるだろう」と言ったところ、崔琰は「戦乱に苦しむ民の気持ちをまず思いやるべきなのに、なぜ軍勢の話をするのか」と直言した。この時は曹操がすぐに陳謝したが、周囲の者たちは顔面蒼白となった。曹操が并州を討伐すると、崔琰は鄴に残され曹丕の補佐を任された。狩猟に熱中する曹丕を厳しく諌めている。
曹操が丞相になると、崔琰は東曹・西曹の属官となり、徴事にもなった。さらに曹操が魏公となると、崔琰は尚書に任命された。毛玠と共に人事で辣腕を振るったと言われるが（『先賢行状』、「毛玠伝」）、あまりに清廉さを重視しすぎたことで和洽に批判されている（「和洽伝」）。曹操が曹植を寵愛し、太子を曹丕と曹植のどちらにするか悩んだため、家臣に対し文書に封をして意見するよう求めた時、崔琰は兄の娘が曹植に嫁いでいたにもかかわらず、敢えて文書に封をせず曹丕を後継にすべきであると、理を尽くして主張した。曹操は改めて崔琰に敬意を払い、中尉に任命した。
崔琰は威厳のある容姿をしており、髭が四尺あった。そのため崔季珪（崔琰）を貧相な容貌だった曹操の身代わりとして外国の使者へ対応させたことがあったという（『世說新語』）。朝廷の廷臣達の尊敬を集めていたため、曹操ですら遠慮するほどの人物であったという。また、人を見る目が優れており、司馬朗と仲が良く、彼の弟の司馬懿の才能を非常に高く評価した。さらに当時、孫礼・崔林・盧毓らは評価の低い人物であったが、崔琰が彼らを高く評価したため、後に皆三公となった。友人の公孫方と宋階が早くに亡くなったため、その遺児を養育した。
曹操が魏王になった時、崔琰がかつて推挙した楊訓という人物が曹操を賛美する上奏文を出したが、その上奏文に対する崔琰の批評を元に丁儀が讒言したため（「徐奕伝」）、崔琰は曹操の不興を買い投獄されてしまった。また、囚人になってもまだ堂々としているように見えた(辭色撓まず)ため、不快に思った曹操から自害を命じられた。
陳寿は「曹操が当時嫌悪し処刑した人物は、孔融をはじめ何名かいるが、崔琰は最も強くその死を惜しまれ、現在に至っても無実の死であったと信じられている」と述べている。東晋の袁宏の「三国名臣序賛」（『文選』所収）では魏の9人、蜀の4人、呉の7人が名臣として賞賛されており、その中に名を挙げられている。　

## 三国志演義
小説『三国志演義』では、曹操が魏王になることに反対したため投獄されるが、あくまで批判を止めなかったため、曹操に撲殺されたことになっており、後世の人は崔琰のこの行動を賞賛したとしている。